# Piazzetta
Piazzetta je slovo italského původu, které označuje malé náměstí (na rozdíl od výrazu piazza pro velké náměstí) nebo malý prostor sousedící s náměstím.

## Piazzetta v češtině
Tradičně se piazzetta užívala pouze v textech věnovaných Itálii.
Zatímco Ottův slovník naučný z roku 1902 vykládá slovo piazzetta jako náměstíčko, moderní tištěné překladové slovníky tento výraz neuvádějí. Do české slovní zásoby 21. století se slovo dostalo především v souvislosti s piazzettou Národního divadla, kde byl tento název užíván před přejmenováním na náměstí Václava Havla.
Někdy se používá zjednodušený pravopis piazeta.

## Známé piazzetty
- Piazetta San Marco, Benátky (prostor před dóžecím palácem, vedoucí k molu, přiléhající k Náměstí Svatého Marka)
- Náměstí Václava Havla, Praha 1 (piazzetta Národního divadla)
- Náměstí Miloše Formana, Praha 1 (piazzetta před hotelem InterContinental)

## Galerie

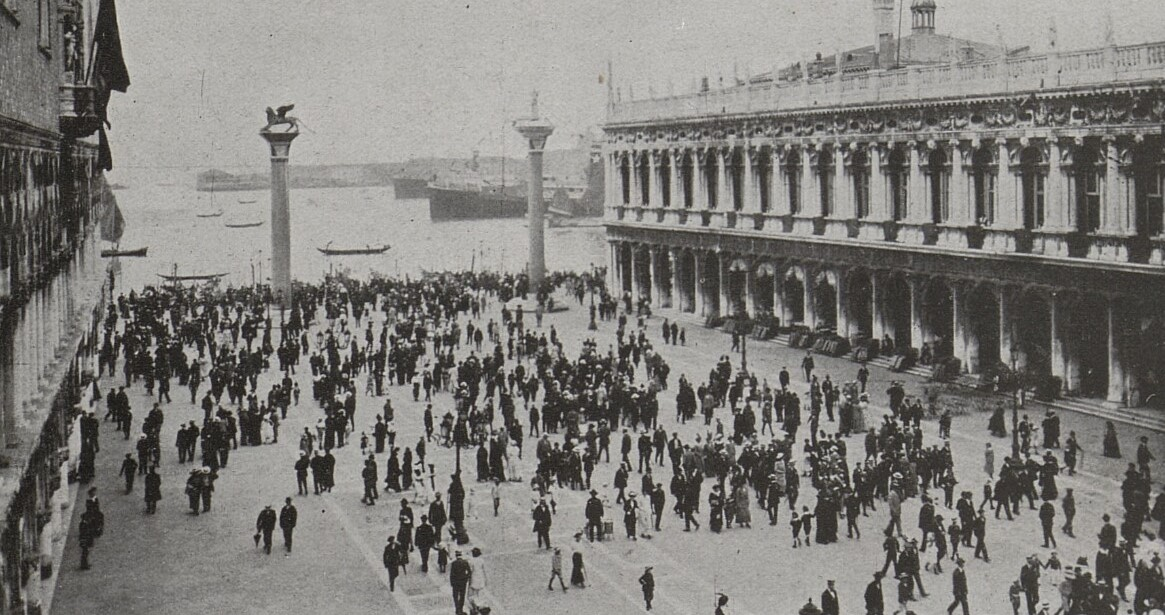
Piazzetta San Marko, Benátky (1914)
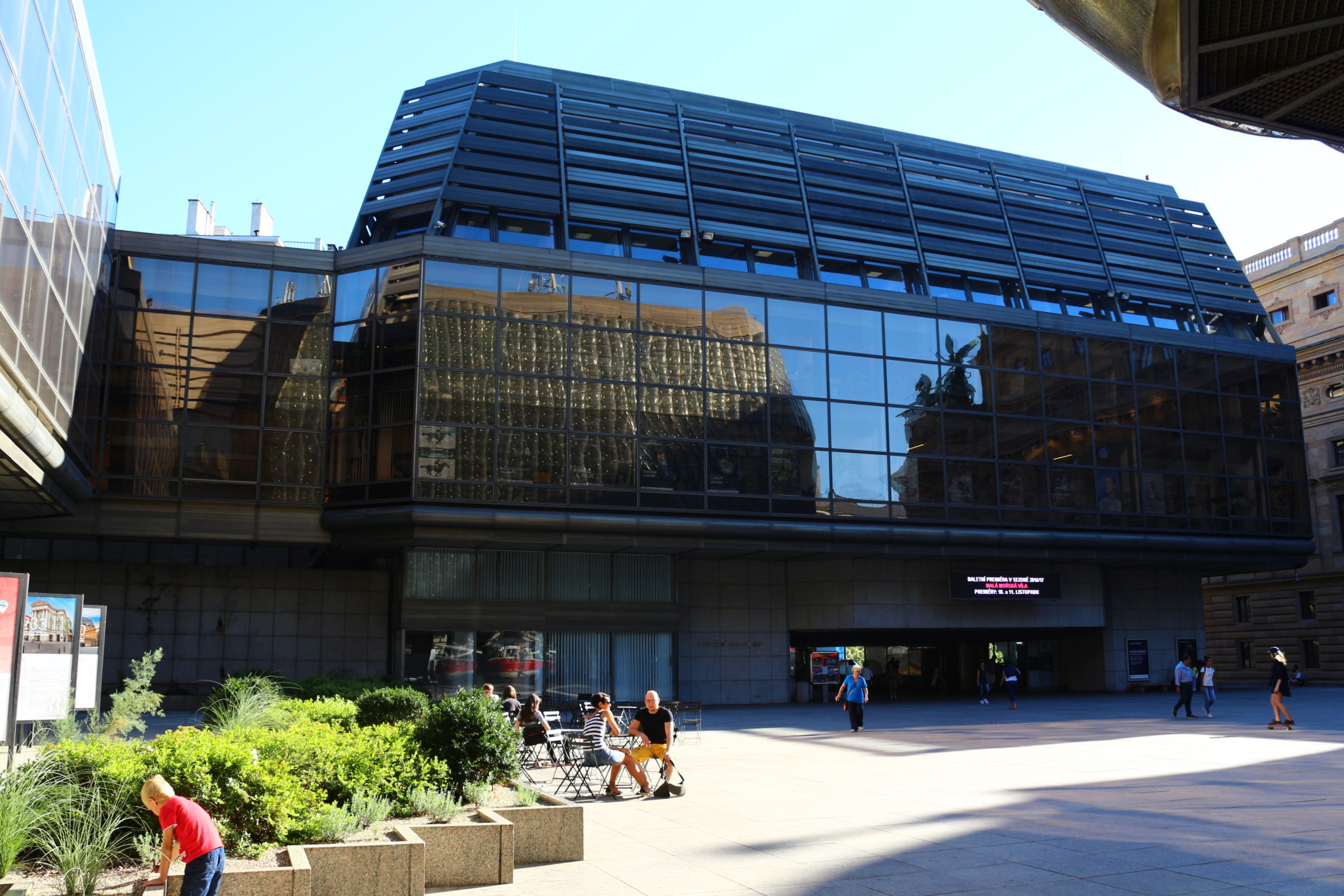
Náměstí Václava Havla, Praha
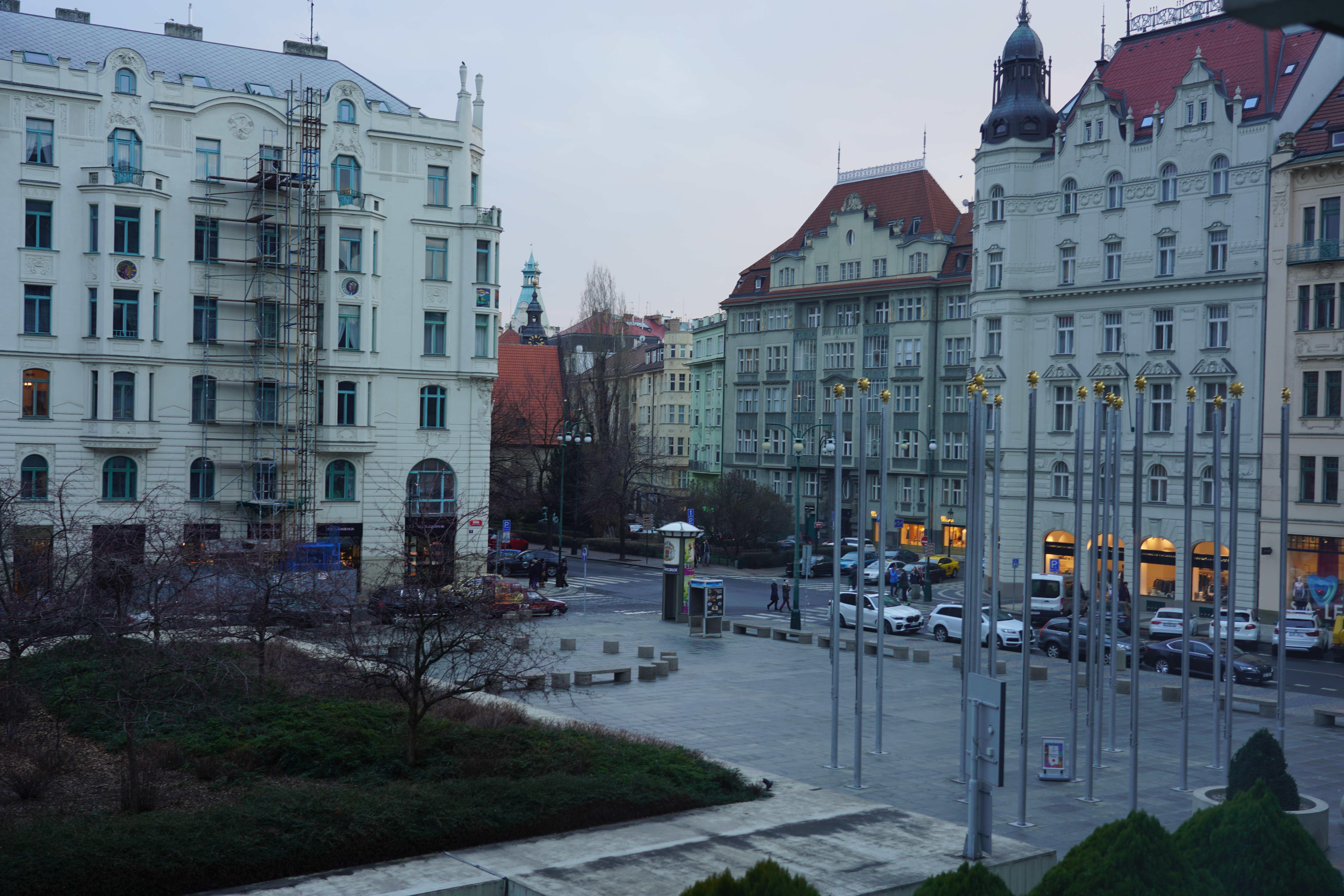
Náměstí (piazzetta) Miloše Formana, Praha